# Når lysterne tændes
Når lysterne tændes er en kortfilm instrueret af Martin Strange-Hansen efter manuskript af Flemming Christian Klem, Martin Strange-Hansen på baggrund af Finn Søeborgs novelle "Min kone forstår mig ikke"
Filmen modtog i 2002 en Student Academy Award i kategorien 'Foreign Film Award'.